# Cunrui
Cunrui (kinesiska: 存瑞, 存瑞乡) är en köping i Kina. Den ligger i provinsen Hebei, i den norra delen av landet, omkring 96 kilometer nordväst om huvudstaden Peking.
Genomsnittlig årsnederbörd är 623 millimeter. Den regnigaste månaden är juli, med i genomsnitt 170 mm nederbörd, och den torraste är januari, med 4 mm nederbörd.